# Heteronyx satellus
Heteronyx satellus är en skalbaggsart som beskrevs av Blackburn 1888. Heteronyx satellus ingår i släktet Heteronyx och familjen Melolonthidae. Inga underarter finns listade i Catalogue of Life.